# Hogna munoiensis
Hogna munoiensis (Roewer, 1959) è un ragno appartenente alla famiglia Lycosidae.

## Caratteristiche
I cheliceri sono di colore marrone; la parte frontale è ricoperta da una peluria bianco brillante.
L'olotipo femminile rinvenuto ha lunghezza totale è di 8 mm; la lunghezza del cefalotorace è di 3,5 mm e quella dell'opistosoma è di 4,5 mm.

## Distribuzione
La specie è stata reperita nella Repubblica Democratica del Congo meridionale: nei pressi del villaggio di Munoi, situato alla biforcazione del fiume Lupiala, affluente di destra del fiume Lufira, a 890 metri di altitudine, all'interno del Parco nazionale di Upemba.

## Tassonomia
Al 2017 non sono note sottospecie e dal 1959 non sono stati esaminati nuovi esemplari.